# Zvěstovice
Zvěstovice (en allemand : Swiestowitz) est une commune du district de Havlíčkův Brod, dans la région de Vysočina, en République tchèque. Sa population s'élevait à 73 habitants en 2020.

## Géographie
Zvěstovice se trouve à 5 km au nord-est de Golčův Jeníkov, à 28 km au nord-nord-ouest de Havlíčkův Brod, à 51 km au nord de Jihlava et à 82 km à l'est-sud-est de Prague.
La commune est limitée par Žleby au nord, Kněžice au nord-est et à l'est, par Vilémov et Golčův Jeníkov au sud, et par Skryje à l'ouest.

## Histoire
La première mention écrite de la localité date de 1557.

## Transports
Par la route, Zvěstovice se trouve à 6 km de Golčův Jeníkov, à 31 km de Havlíčkův Brod, à 58 km de Jihlava et à 109 km de Prague.